# Cristóbal Solà
Cristóbal Solà Coll, né le 15 février 1908 à Barcelone (Catalogne, Espagne) et mort le 1er avril 1964 dans la même ville, est un footballeur espagnol qui jouait au poste de gardien de but.

## Carrière
Cristóbal Solà commence à jouer dans le club Catalunya de Les Corts, puis il rejoint les rangs du RCD Espanyol où il passe quatre saisons en tant que remplaçant de Ricardo Zamora. Cristóbal Solà remporte la Coupe d'Espagne avec l'Espanyol de Barcelone en 1929.
En février 1930, il est recruté par le FC Barcelone avec qui il ne joue qu'un seul match de championnat, le titulaire dans les buts étant Franz Platko.
En décembre 1930, il rejoint le Racing de Santander où il est titulaire jusqu'en 1933. En 1933, il se blesse lors d'un choc avec Ángel Arocha qui l'oblige à arrêter le football. Il revient plus tard à la pratique du football dans des clubs modestes comme le CE Júpiter et le FC Gràcia.
Il devient ensuite entraîneur notamment au FC Martinenc.

## Palmarès
Avec l'Espanyol de Barcelone :
- Vainqueur de la Coupe d'Espagne en 1929